# Brachystelma theronii
Brachystelma theronii är en oleanderväxtart som beskrevs av Peter Vincent Bruyns. Brachystelma theronii ingår i släktet Brachystelma och familjen oleanderväxter. Inga underarter finns listade i Catalogue of Life.